# Puchar Oceanu Indyjskiego w piłce nożnej 2007
Puchar Oceanu Indyjskiego 2007 odbył się między 10 a 18 sierpnia 2007 na stadionie Mahamasina Stadium w Antananarywie na Madagaskarze. W turnieju wzięło udział 6 drużyn:
1. Komory
2. Madagaskar
3. Majotta
4. Mauritius
5. Reunion
6. Seszele

## Faza grupowa

### Grupa A
| Drużyna   | Punkty | Mecze | Zwyc. | Rem. | Por. | Strz. | Strac. | +/- |
| --------- | ------ | ----- | ----- | ---- | ---- | ----- | ------ | --- |
| Mauritius | 3      | 2     | 1     | 0    | 1    | 3     | 1      | +2  |
| Majotta   | 3      | 2     | 1     | 0    | 1    | 2     | 2      | 0   |
| Seszele   | 3      | 2     | 1     | 0    | 1    | 2     | 4      | -2  |

| 10 sierpnia 2007                          |           |                          |                                                                |
| Seszele                                   | 2−1 (2-1) | Majotta                  | Mahamasina Stadium, Antananarywa, Madagaskar Widzów:? Sędzia:? |
| Philip Zialor 18' · Godfrey Denis 27' (k) |           | Djardji Nadhoime 40' (k) | Mahamasina Stadium, Antananarywa, Madagaskar Widzów:? Sędzia:? |

| 12 sierpnia 2007 |           |                      |                                                                |
| Mauritius        | 0−1 (0-0) | Majotta              | Mahamasina Stadium, Antananarywa, Madagaskar Widzów:? Sędzia:? |
|                  |           | Assani Houdhouna 55' | Mahamasina Stadium, Antananarywa, Madagaskar Widzów:? Sędzia:? |

| 14 sierpnia 2007                                                |           |         |                                                                |
| Mauritius                                                       | 3−0 (2-0) | Seszele | Mahamasina Stadium, Antananarywa, Madagaskar Widzów:? Sędzia:? |
| Giovanni Jeannot 24' · Kersley Appou 40' · Giovanni Jeannot 64' |           |         | Mahamasina Stadium, Antananarywa, Madagaskar Widzów:? Sędzia:? |

### Grupa B
| Drużyna    | Punkty | Mecze | Zwyc. | Rem. | Por. | Strz. | Strac. | +/- |
| ---------- | ------ | ----- | ----- | ---- | ---- | ----- | ------ | --- |
| Madagaskar | 4      | 2     | 1     | 1    | 0    | 3     | 0      | +3  |
| Reunion    | 2      | 2     | 0     | 2    | 0    | 1     | 1      | 0   |
| Komory     | 1      | 2     | 0     | 1    | 1    | 1     | 4      | -3  |

| 10 sierpnia 2007    |           |                 |                                                                |
| Komory              | 1−1 (1-0) | Reunion         | Mahamasina Stadium, Antananarywa, Madagaskar Widzów:? Sędzia:? |
| Kassim Abdallah 35' |           | Sall Malick 52' | Mahamasina Stadium, Antananarywa, Madagaskar Widzów:? Sędzia:? |

| 12 sierpnia 2007 |     |         |                                                                |
| Madagaskar       | 0−0 | Reunion | Mahamasina Stadium, Antananarywa, Madagaskar Widzów:? Sędzia:? |
|                  |     |         | Mahamasina Stadium, Antananarywa, Madagaskar Widzów:? Sędzia:? |

| 14 sierpnia 2007                                                |           |        |                                                                |
| Madagaskar                                                      | 3−0 (0-0) | Komory | Mahamasina Stadium, Antananarywa, Madagaskar Widzów:? Sędzia:? |
| Paulin Voavy 70' · Paulin Voavy 89' · Claudio Ramiadamanana 90' |           |        | Mahamasina Stadium, Antananarywa, Madagaskar Widzów:? Sędzia:? |

## Faza finałowa

### Półfinały
| 16 sierpnia 2007 | Madagaskar · Claudio Ramiadamanana 13' · Paulin Voavy 61' · Mario Miradji 65' · Paulin Voavy 85' | 4-0 | Majotta | Mahamasina Stadium, Antananarywa, Madagaskar |
|                  |                                                                                                  |     |         |                                              |

| 16 sierpnia 2007 | Mauritius | 0-1 po dogr. | Reunion · Eric Farro 96' | Mahamasina Stadium, Antananarywa, Madagaskar |
|                  |           |              |                          |                                              |

### Mecz o 3. miejsce
| 18 sierpnia 2007 | Majotta · Abdou Rafion 96' | 1-1 k. 4-2 | Mauritius · Andy Sophie 101' | Mahamasina Stadium, Antananarywa, Madagaskar |
|                  |                            |            |                              |                                              |

### Finał
| 18 sierpnia 2007 | Madagaskar | 0-0 k. 6-7 | Reunion | Mahamasina Stadium, Antananarywa, Madagaskar |
|                  |            |            |         |                                              |

| Zwycięzca Pucharu Oceanu Indyjskiego 2007 Reunion Trzeci Tytuł |

## Strzelcy
4 gole
- Paulin Voavy

2 gole
- Claudio Ramiadamanana
- Giovanni Jeannot

1 gol
- Kassim Abdallah
- Mario Miradji
- Assani Houdhouna
- Djardji Nadhoime
- Abdou Rafion
- Kersley Appou
- Andy Sophie
- Eric Farro
- Sall Malick
- Godfrey Denis
- Philip Zialor